# 年男ユニット
年男ユニット（としおとこユニット）とは、毎年大晦日から元日にかけて放送されるジャニーズ事務所所属のタレントが出演する恒例のテレビ番組『ジャニーズカウントダウンライブ』にて、新年が年男（24歳、36歳、48歳…。12歳は労働基準法の関係により、CDデビューしていても起用不可）に当たるメンバーだけを集めて結成される1日限定の企画ユニット。

## いのししエイト
2006 - 2007年の『ジャニーズカウントダウン2006-2007』にて結成された亥年生まれの8人組。当初は風間俊介を除く7人で「いのししセブン」として結成される予定だった。
年男
- 坂本昌行（V6・20th Century）
- 屋良朝幸（MA）
- 二宮和也（嵐）
- 松本潤（嵐）
- 丸山隆平（関ジャニ∞）
- 中丸雄一（KAT-TUN）
- 上田竜也（KAT-TUN）
- 風間俊介（ジャニーズJr.）

## チューチューセブン
2007 - 2008年の『10年目だよ!見なきゃソンSONGジャニーズカウントダウン歌合戦』にて結成された子年生まれの7人組。
年男
- 山口達也（TOKIO）
- 長野博（V6）
- 錦戸亮（NEWS・関ジャニ∞）
- 小山慶一郎（NEWS）
- 安田章大（関ジャニ∞）
- 赤西仁（KAT-TUN）
- 生田斗真（ジャニーズJr.）

## ウシシ4
2008 - 2009年の『ウシシもぅ大変!東西ドーム10万人集結!!年越しジャニーズ生歌合戦』にて結成された丑年生まれ（今回は1985年生まれのみ）の4人組。
年男
- 山下智久（NEWS）
- 大倉忠義（関ジャニ∞）
- 田中聖（KAT-TUN）
- 田口淳之介（KAT-TUN）

## タイガーフォー
2009 - 2010年の『吠えろ!ジャニーズ虎の巻 東西ドーム10万人終結!!超豪華年越し生歌合戦』にて結成された寅年生まれの4人組。
年男
- 国分太一（TOKIO）
- 亀梨和也（KAT-TUN）
- 増田貴久（NEWS）
- 内博貴

## ラビットスリー
2010 - 2011年の『跳べ!ジャニーズ 嵐を呼ぶ年越し生歌合戦だピョン!!』にて結成された卯年生まれ（今回は1987年生まれのみ）の3人組。
年男
- 加藤成亮（NEWS）
- 手越祐也（NEWS）
- 藤ヶ谷太輔（Kis-My-Ft2）

## たつのこスリー
2011 - 2012年の『リュウ達来ちゃいなよ!ジャニーズ東西ドーム年越し生歌合戦!!』にて結成された辰年生まれ（今回は1964年生まれで48歳になる近藤真彦参加で3世代）の3人組。
年男
- 近藤真彦
- 井ノ原快彦（V6）
- 宮田俊哉（Kis-My-Ft2）

## 2012-2013（不成立）
2012 - 2013年の『平成25!!15年目だよ!見なきゃソンSONGジャニーズ年越し生放送』では、ユニットは成立しなかった。

## ウマウマシックス
2013 - 2014年の『ウマれる新たな伝説 ジャニーズ年越し生放送』にて結成された午年生まれ（今回は1990年生まれのみ）の6人組。
年男
- 薮宏太（Hey! Say! JUMP）
- 髙木雄也（Hey! Say! JUMP）
- 伊野尾慧（Hey! Say! JUMP）
- 八乙女光（Hey! Say! JUMP）
- 玉森裕太（Kis-My-Ft2）
- 二階堂高嗣（Kis-My-Ft2）

## 2014-2015（不成立）
同年はテレビ中継されていないため、不成立。

## モンキースリー
2015 - 2016年の『史上最多の大集合!ジャニーズ年越し生放送』にて結成された申年生まれの3人組。
年男
- 岡田准一（V6）※ライブには不出演。代わりに等身大パネルでの出演となった。
- 大野智（嵐）
- 重岡大毅（ジャニーズWEST）

## 酉年イレブン
2016 - 2017年の『ジャニーズカウントダウン 2016-2017』にて結成された酉年生まれの11人編成による過去最多人数のユニット。1969年生まれの岡本健一を筆頭に、1981年生まれの横山・渋谷・今井、1993年生まれの岡本圭人・山田・中島裕翔・知念・橋本・神山・藤井の3世代で構成。なおこの年はコーナーが行われなかったが、「シャッフルメドレー」内で岡本健一が過去に在籍していた男闘呼組の「TIME ZONE」を披露した際にメンバーが登場した。
今回は黒紋付袴に着替えず、ニワトリに因み頭に鶏冠を着用した（岡本健一は自身の頭ではなくギターのヘッドに鶏冠を付けていた）。
また、岡本健一・圭人は親子である。
年男
- 岡本健一
- 横山裕（関ジャニ∞）
- 渋谷すばる（関ジャニ∞）
- 今井翼（タッキー&翼）
- 岡本圭人（Hey! Say! JUMP）
- 山田涼介（Hey! Say! JUMP）
- 中島裕翔（Hey! Say! JUMP）
- 知念侑李（Hey! Say! JUMP）
- 橋本良亮（A.B.C-Z）
- 神山智洋（ジャニーズWEST）
- 藤井流星（ジャニーズWEST）

## ワンワンシックス
2017 - 2018年の『ジャニーズカウントダウン 2017-2018 20周年記念超豪華年越し生放送』にて結成された戌年生まれの6人によるユニット。メンバーは1970年生まれの城島、1982年生まれの櫻井・相葉・村上、1994年生まれの中山・中島健人で、スペシャルメドレーを披露した。
年男
- 城島茂（TOKIO）
- 櫻井翔（嵐）
- 相葉雅紀（嵐）
- 村上信五（関ジャニ∞）
- 中山優馬
- 中島健人（Sexy Zone）

## イノシシナイン
2018 - 2019年の『ジャニーズカウントダウン 2018-2019 平成ラストの夢物語! ジャニーズ年越し生放送』にて結成された亥年生まれの9人組。
年男
- 坂本昌行（V6）
- 二宮和也（嵐）
- 松本潤（嵐）
- 丸山隆平（関ジャニ∞）
- 中丸雄一（KAT-TUN）
- 上田竜也（KAT-TUN）
- 風間俊介
- 菊池風磨（Sexy Zone）
- 岸優太（King & Prince）

## チューチューシックス
2019 - 2020年の『ジャニーズカウントダウン 2019-2020 令和ファーストの夢物語! ジャニーズ年越し生放送』にて結成された子年生まれの6人組。
年男
- 長野博（V6）
- 小山慶一郎（NEWS）
- 安田章大（関ジャニ∞）
- 佐藤勝利（Sexy Zone）
- 小瀧望（ジャニーズWEST）
- ジェシー（SixTONES）

## ウシシ8
2020 - 2021年の『日本中に元気を!!ジャニーズカウントダウン2020-2021〜東京の街から歌でつながる生放送〜』にて結成された丑年生まれの8人組。
年男
- 大倉忠義（関ジャニ∞）
- 北山宏光（Kis-My-Ft2）
- 五関晃一（A.B.C-Z）
- 目黒蓮（Snow Man）※事前収録による出演
- 平野紫耀（King & Prince）
- 神宮寺勇太（King & Prince）
- 松島聡（Sexy Zone）
- 森本慎太郎（SixTONES）

## トラっ子ナイン！
2021 - 2022年の『東京ドームに2年ぶりの大集合！ジャニーズカウントダウン2021→2022』にて結成された寅年生まれの9人組。
年男
- 亀梨和也（KAT-TUN）
- 増田貴久（NEWS）
- 横尾渉（Kis-My-Ft2）
- 戸塚祥太（A.B.C-Z）
- 塚田僚一（A.B.C-Z）
- 越岡裕貴（ふぉ〜ゆ〜）
- 松崎祐介（ふぉ〜ゆ〜）
- 福田悠太（ふぉ〜ゆ〜）
- 辰巳雄大（ふぉ〜ゆ〜）

## うさピョンセブン！
2022 - 2023年の『ジャニーズカウントダウン2022→2023』にて結成された卯年生まれの7人組。
年男
- 加藤シゲアキ（NEWS）
- 藤ヶ谷太輔（Kis-My-Ft2）
- 河合郁人（A.B.C-Z）
- 中間淳太（ジャニーズWEST）
- 永瀬廉（King & Prince）
- 髙橋海人（King & Prince）
- 松田元太（Travis Japan）

## 2023-2024（不成立）
同年は開催されないため、不成立。